# Hans Peter Bimler
Hans Peter Bimler (10 dicembre 1916 – 28 giugno 2003) è stato un medico e dentista tedesco naturalizzato statunitense, conosciuto per aver introdotto nel mondo ortodontico l'analisi cefalometrica che ha preso il suo nome, per la creazione degli apparecchi ortopedici funzionali e per aver inventato il "roentgenphotogram" (apparecchio per la radiografia dentale) nel 1939.

## Biografia
Hans Peter Bimler nacque da Walter Bimler, dentista in Slesia, in Germania. Hans si iscrisse alla facoltà di medicina di Breslavia, in Germania, nel 1935. Poi, nel 1939, si recò a Vienna, in Austria, per studiare con Artur Martin Schwarz. Due anni dopo, a causa della seconda guerra mondiale, Hans tornò in Germania per lavorare con suo padre.
Si arruolò nell'esercito tedesco e fu catturato dall'esercito britannico, in seguito rilasciato come prigioniero di guerra. Dopo essere stato rilasciato, si specializzò in otorinolaringoiatria e lavorò ad Amburgo sotto la direzione di Schuchardt. Hans nel 1939 sviluppò il Roentgenphotogramm e presentò i suoi risultati nello stesso anno durante il 75º congresso della "European Orthodontic Society" a Wiesbaden, in Germania.
Il Roentgenphotogramm mostrava un'immagine in cui la teleradiografia, in visione latero-laterale (LL) e una fotografia del paziente si sovrapponevano l'un l'altro per avere una visione globale dello stesso tramite la visione dei tessuti molli.
Dopo la seconda guerra mondiale, si trasferì con la famiglia in Occidente, dove sviluppò l'analisi cefalometrica che da lui prese il nome.
Come chirurgo durante la seconda guerra mondiale, operò un paziente che aveva perso parte della sua mandibola attraverso l'utilizzo di un apparecchio che permise l'inserimento del tratto mancante all'interno dell'apparecchio stesso. Da questa tecnica ebbe origine lo sviluppo dell'apparecchio di Bimler.
Nel 1953, sposò Erika da cui ebbe un'unica figlia, Barbara Bimler, anch'essa ortodontista.
Morì il 28 giugno 2003.
| Controllo di autorità | VIAF (EN) 315706019 |